# Гольц, Август Фридрих Фердинанд фон дер
Граф Август Фридрих Фердинанд фон дер Гольц (нем. August Friedrich Ferdinand Graf von der Goltz; 1765—1832) — прусский дипломат и государственный деятель.

## Биография
Август Фридрих Фердинанд граф фон дер Гольц родился 20 июля 1765 года в Дрездене; из дворянского рода фон дер Гольц, правнук фельдмаршал-лейтенанта Генриха фон дер Гольца.
Обучался в университетах Франкфурта и Лейпцига. 6 апреля 1787 года по рекомендации графа Герцберга был произведён королем Фридрихом Вильгельмом II в советники дипломатической службы (Legationsrath) и принят в дипломатическую академию в Берлине. 
В сентябре 1788 года, когда план русско-польского союза заставил берлинское правительство обратить повышенное внимание на дела в Польше, Герцберг отправил молодого графа фон дер Гольца к прусско-настроенному князю Сулковскому в Лиссу, а затем в Варшаву. Благодаря различным семейным связям фон дер Гольц усердно и успешно работал в интересах Пруссии. Он заслужил такое одобрение со стороны графа Герцберга и прусского посла в Варшаве маркиза Луккезини, что был произведен в тайные советники дипломатической службы (Geheimen Legationsrath), а в 1790 году, на время отсутствия Луккезини на Систовском конгрессе, был назначен поверенным в делах Пруссии в Варшаве. 
На этой должности у него была возможность проявить свою дипломатическую проницательность и мастерство, особенно во время волнений 3 мая 1791 года. После возвращения Луккезини, в конце 1791 года, он был назначен послом в Копенгагене и занял этот пост в июле 1792 года.
В 1793 году назначен послом Пруссии в Майнце. Он покинул Копенгаген в январе 1794 года и после длительного пребывания в семейных поместьях в Западной Пруссии прибыл во Франкфурт-на-Майне только в октябре 1794 года. В апреле 1795 года он взял отпуск и уже не вернулся во Франкфурт, хотя фактически его отзыв состоялся лишь в марте 1797 года. Ввиду финансовых затруднений он отказался от должности посла в Мадриде, предложенного ему в сентябре 1795 года.
В январе 1797 года он отправился в Стокгольм в ответ на миссию барона Гамильтона, через которого Густав IV объявил о своем восшествии на престол. Вернувшись в апреле 1797 года, он в декабре того же года был снова отправлен в Швецию, с миссией известить о восшествии на престол Фридриха Вильгельма III и передать поздравления по поводу женитьбы Густава IV на баденской принцессе. В последующие годы фон дер Гольц большей частью снова жил в Западной Пруссии, полностью занятый своими финансовыми делами, которые ставили его во все большие затруднения. В октябре 1801 года он был назначен послом Пруссии в Мюнхене, но так и не вступил в должность.
В апреле 1802 года он получил назначение послом в Российскую империю, и вступил в должность в сентябре 1802 года к большому удовлетворению как прусского, так и российского двора. Однако он не вполне справился с возложенной на него задачей. У него не было влиятельных связей и надежных источников информации, и он не мог понять таких государственных деятелей, как император Александр I и князь Чарторыйский. Его отчеты, какими бы прекрасными они ни были, показывают, что он не был информирован ни об отношениях России с Австрией и Англией, ни даже не смог получить четкого представления о коалиционной политике России. Но его положение улучшалось по мере того, как более близкими становились отношения между Пруссией и Россией: фон дер Гольц сыграл значительную роль в тайных переговорах 1806 года, которые Фридрих Вильгельм III вел с Александром I при посредничестве министра иностранных дел Пруссии Гарденберга, без ведома прусского министерства иностранных дел.

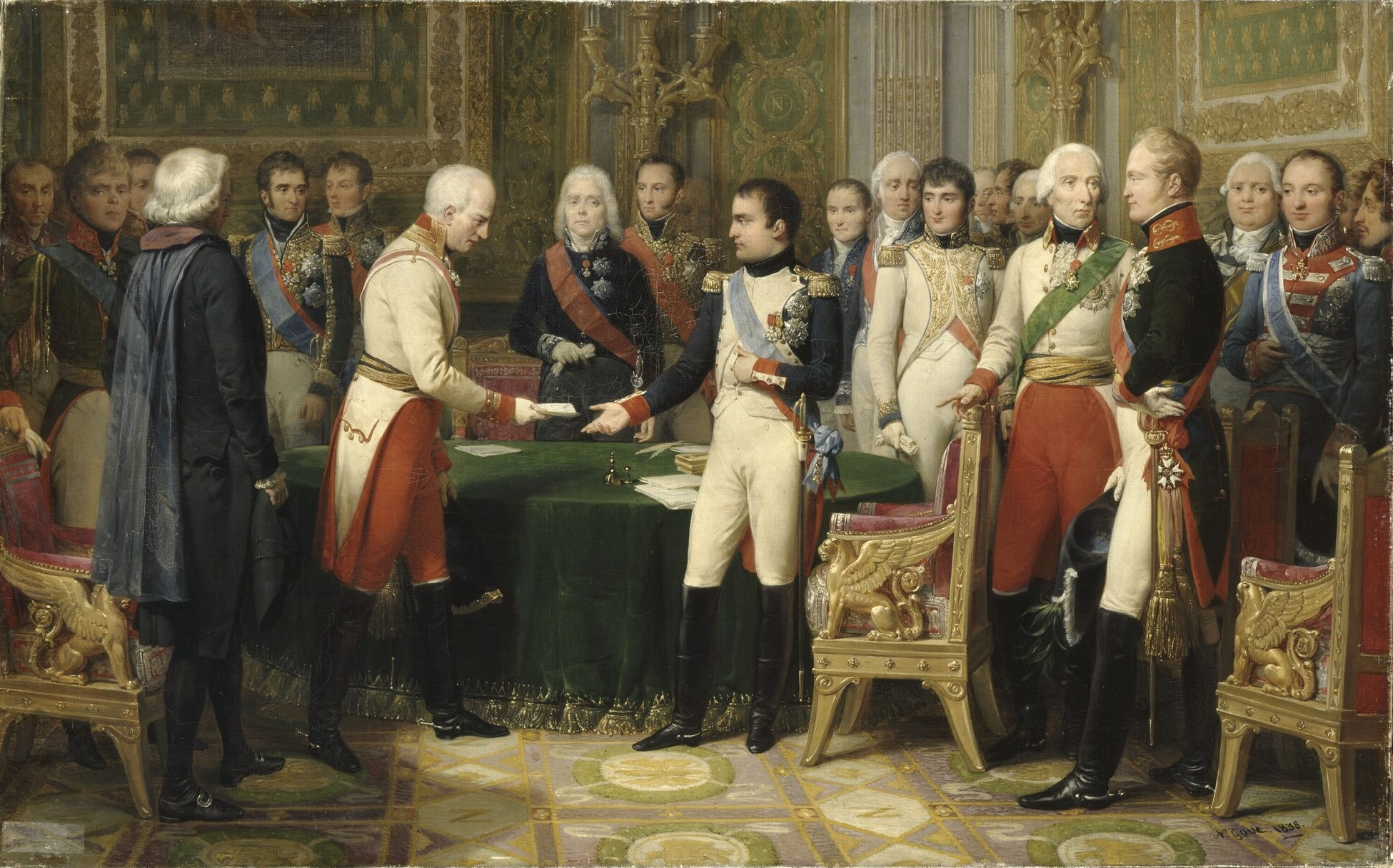
Эрфуртский конгресс

В конце марта 1807 года он сопровождал императора Александра I во время его поездки в в Восточную Пруссию и представлял интересы Пруссии на переговорах, завершившихся заключением Тильзитского мира. 6 июля 1807 года король Фридрих Вильгельм III по предложению вынужденного уйти в отставку министра иностранных дел Гарденберга назначил его государственным министром и министром иностранных дел. В этой доллжности, он вместе с графом фон Калькройтом вёл мирные переговоры.
Пока канцлер барон фом унд цум Штейн был во главе правительства, фон дер Гольц оставался больше на заднем плане. Однако после отставки Штейна он получил большие полномочия. В частности, фон дер Гольц руководил переговорами по поводу выплаты Францией контрибуций. С 27 сентября по 14 октября 1808 года — был прусским уполномоченным на Эрфуртском конгрессе, результатом которого стало подписание союзного договора между Наполеоном Бонапартом и Александром I, который, однако, впоследствии не соблюдался. В 1809 году он вел в Берлине переговоры с австрийским послом бароном фон Вессенбергом об участии Пруссии в войне против Франции. Он сохранил свой пост министра иностранных дел даже после того, как государственным канцлером был назначен Гарденберг. Договоры 1812 года с Францией, обрекшие Пруссию на войну против России, были заключены главным образом при его посредничестве.
20 января 1813 года, когда король и государственный канцлер покинули Берлин, он был назначен председателем Высшей правительственной комиссии. На этой должности вызвал недовольство слишком снисходительным отношением к уходящим французам. После недолгого отсутствия в Штральзунде, где он тщетно ждал наследного принца Швеции, он отправился в Силезию, недалеко от расположения союзных армий, при этом не участвуя ни в каких дипломатических переговорах. К концу 1813 года он вернулся в Берлин очень неудовлетворенный. В августе 1814 года фон дер Гольц был произведён в обер-гофмаршалы, при этомканцлер Гарденберг взял на себя полное руководство иностранными делами.
В 1816 году он стал преемником Вильгельма фон Гумбольдта на должности посланника королевства Пруссия при Бундестаге Германского союза. Он оставался во Франкфурте до июня 1824 года, когда его на этой должности сменил Карл фон Наглер. 
Он умер 17 января 1832 года.

## Нгарады
- Орден Красного орла (1807)[6]

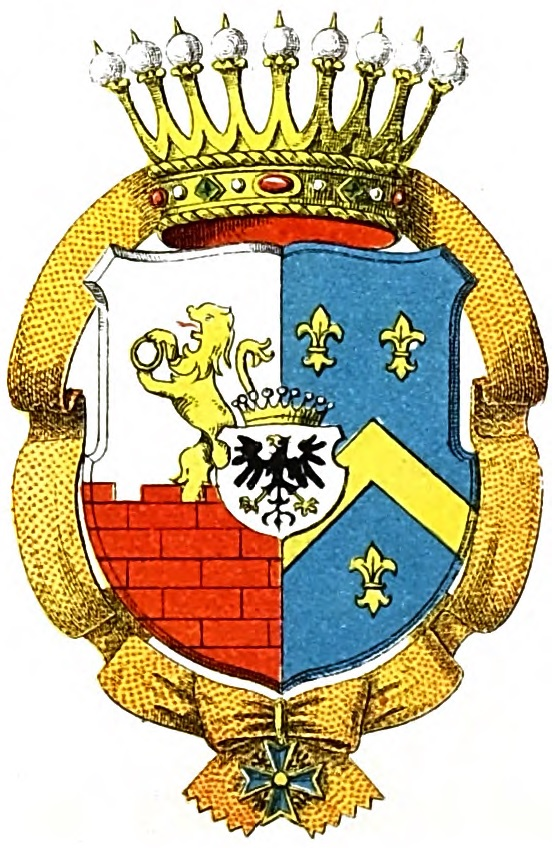
Герб графа Августа Фридриха Фердинанда фон дер Гольца с лентой ордена Чёрного орла

- Орден Чёрного орла (3 июня 1814, королевство Пруссия)[7]
- Орден Пфальцского золотого льва (королевство Бавария)[8]
- Орден Белого сокола большой крест (11 июня 1829, великое герцогство Саксен-Веймар-Эйзенах)[9]

## Семья
В 1796 году Гольц женился на Юлиане Луизе фон Шак, вдове Генриха Зигмунда Четриц-Нейгауза и сестре прусского офицера Отто Фридриха Людвига фон Шака.
У супругов родились:
- Августа Мария Амалия Луиза (1798—1837), замужем за прусским дипломатом Иоахимом Карлом Людвигом Мортимером фон Мальтцаном (1793—1843)
- Рейнгольд (1801—1802).